# Fidżi na Igrzyskach Imperium Brytyjskiego 1938
Fidżi wystartowało na Igrzyskach Imperium Brytyjskiego w 1938 roku w Sydney jako jedna z 15 reprezentacji. Była to trzecia edycja tej imprezy sportowej oraz pierwszy start fidżyjskich zawodników. Reprezentacja składała się z sześciu zawodników. Reprezentanci Fidżi nie zdobyli żadnego medalu.

## Skład reprezentacji
Bowls
- A.M.L. Benjamin, J. Taylor - turniej par (4. miejsce)
- E. Dobell, F. C. Clapcott, S. Coffey, W. E. Lindsay - turniej czwórek (6. miejsce)